# Tullio Pietrocola
Tullio Pietrocola (Napoli, 18 aprile 1922 – Monterotondo, 14 marzo 1976) è stato un partigiano e chimico italiano.

## Biografia
Tullio Pietrocola nacque a Napoli nel 1922, da Emanuele e Maria May. Rimasto orfano di padre negli anni trenta si trasferì a Roma con la madre. Negli anni quaranta frequentò come studente di chimica l'Università degli Studi di Roma "La Sapienza". 

Gruppo di gappisti romani. Pietrocola è il secondo da sinistra in alto

Aderì al Partito Comunista Italiano e fu reclutato da Giulio Cortini nel gruppo di artificieri dei GAP. Del gruppo, oltre a Cortini e alla moglie Laura Garroni, fecero parte anche lo studente in architettura Giorgio Labò e il chimico Gianfranco Mattei che dopo qualche mese, il 1º febbraio 1944, furono arrestati su delazione, torturati, senza nulla rivelare, e uccisi dai nazifascisti.
Pietrocola, come racconta lo stesso Cortini, riuscì a trasformare le bombe a disposizione del gruppo, che erano munizioni per il mortaio brixia, giudicato poco efficiente per le azioni urbane del gruppo basate su sorpresa e rapidità, in dispositivi a miccia facilmente trasportabili e facili da attivare. Con il suo gruppo, preparò e mise a punto anche l'ordigno utilizzato per l'azione gappista di via Rasella contro un reparto di soldati tedeschi. Le bombe a mano modificate artigianalmente furono utilizzate anche nel successivo attacco ai superstiti della prima esplosione confondendo, probabilmente, le idee ai tedeschi, che cercarono invano il mortaio ingombrante che invece non era stato utilizzato.
Dopo la liberazione sposò Maria Carta dalla quale ebbe due figli. Nei primi anni cinquanta fu assunto, come dottore in chimica, in una fabbrica di elettrochimica, l'Elettrocarbonium di Narni Scalo dove si trasferì con la famiglia. Qui partecipò anche ad attività di speleologia esplorativa nel territorio narnese.
Nei primi anni sessanta si licenziò dall'Elettrocarbonium per dar vita a una società operante nello stesso settore, l'Elettrolitica del Basso Nera srl con sede a Narni Scalo. 
Poco dopo spostò la sede di questa società a Martinsicuro e si dedicò all'attivazione di una nuova società, la Carbosinter che pure operava in quel settore e che aspirava ad essere finanziata dall'ISVEIMER. 
Nel 1967 però Pietrocola si trovò al centro di un'inchiesta giudiziaria vasta e complicata. Questa inchiesta infatti si allargò dalla droga all'uranio fino a bustarelle coinvolgenti anche personaggi della politica creando decine di imputati e impegnando valenti avvocati, tra i quali il futuro presidente della repubblica Giovanni Leone. Pietrocola avendo assunto un antidolorifico, il pantopon, basato su un alcaloide dell'oppio, per lenire una nevralgia al trigemino, finì per assuefarsi al medicinale e a procurarsene in gran quantità attraverso una moltitudine di ricette che insospettirono gli inquirenti. Mentre era in una clinica di Perugia per disintossicarsi fu perquisita la sua abitazione privata e, insieme a una grande quantità di quel medicinale, furono trovati piccoli cilindri che poi risultarono contenere granuli di carburo di uranio presumibilmente radioattivo. Furono sequestrati anche studi del Pietrocola eseguiti in collaborazione con scienziati e tecnici del CNEN. Si ipotizzarono così molti reati, dal traffico di brevetti al peculato.
Morì nel 1976 a Monterotondo in un incidente stradale sulla via Salaria.